# Mr. Universe (Gillan)
| Recensione              | Giudizio        |
| ----------------------- | --------------- |
| AllMusic                | [ 2 ]           |
| Sputnikmusic            | 4.2 (Excellent) |
| Dizionario del Pop-Rock | [ 4 ]           |
| 24.000 dischi           | [ 5 ]           |

Mr. Universe è il secondo album in studio del gruppo musicale rock inglese Gillan, pubblicato nel 1979. L'album raggiunse il N°11 nelle classifiche del Regno Unito e vendette più di 2 milioni di copie in tutto il mondo.

## Tracce

### LP
Lato A
1. Second Sight – 2:33 (Colin Towns)
2. Secret of the Dance – 2:54 (Ian Gillan, Colin Towns)
3. She Tears Me Down – 5:07 (Colin Towns)
4. Roller – 4:43 (Ian Gillan, Colin Towns)
5. Mr. Universe – 6:14 (Ian Gillan, Colin Towns)

Lato B
1. Vengeance – 3:34 (Ian Gillan, Colin Towns)
2. Puget Sound – 4:23 (Ian Gillan, Colin Towns, John McCoy, Bernie Tormé, Mick Underwood)
3. Dead of Night – 4:04 (Ian Gillan, Colin Towns)
4. Message in a Bottle – 3:09 (Ian Gillan, Colin Towns)
5. Fighting Man – 7:28 (Colin Towns)

### CD
Edizione CD del 1999, pubblicato dalla Caramba! Records (CRMCD 005)
1. Second Sight – 2:33 (Colin Towns)
2. Secret of the Dance – 2:54 (Ian Gillan, Colin Towns)
3. She Tears Me Down – 5:08 (Colin Towns)
4. Roller – 4:43 (Ian Gillan, Colin Towns)
5. Mr. Universe – 6:14 (Ian Gillan, Colin Towns)
6. Vengeance – 3:34 (Ian Gillan, Colin Towns)
7. Puget Sound – 4:23 (Ian Gillan, Colin Towns, John McCoy, Bernie Tormé, Mick Underwood)
8. Dead of Night – 4:04 (Ian Gillan, Colin Towns)
9. Message in a Bottle – 3:09 (Ian Gillan, Colin Towns)
10. Fighting Man – 7:28 (Colin Towns)
11. On the Rocks – 6:38 (Ian Gillan, Colin Towns) – Traccia bonus - Registrato dal vivo il 29 agosto 1981 al Reading Festival
12. Bite the Bullet – 5:38 (Ian Gillan, Colin Towns) – Traccia bonus - Registrato dal vivo il 29 agosto 1981 al Reading Festival
13. Mr. Universe – 7:20 (Ian Gillan, Colin Towns) – Traccia bonus - Registrato dal vivo il 22 agosto 1980 al Reading Festival
14. Vengeance – 4:42 (Ian Gillan, Colin Towns) – Traccia bonus - Registrato dal vivo il 22 agosto 1980 al Reading Festival
15. Smoke on the Water – 10:10 (Ritchie Blackmore, Ian Gillan, Glover, Lord, Paice) – Traccia bonus - Registrato dal vivo il 22 agosto 1980 al Reading Festival
16. Lucille – 2:32 (Richard Penniman, Albert Collins) – Traccia bonus - Brano inedito

## Formazione
- Ian Gillan - voce
- Colin Towns - tastiere
- John McCoy - basso
- Bernie Tormé - chitarra (eccetto nel brano: Fighting Man)
- Steve Byrd - chitarra (solo nel brano: Fighting Man)
- Mick Underwood - batteria (eccetto nel brano: Fighting Man)
- Liam Genocky - batteria (solo nel brano: Fighting Man)

Note aggiuntive
- Gillan e Paul Chas Watkins - produttori
- Registrazioni e mixaggio effettuati al Kingsway Recorders Ltd di Londra, Inghilterra
- Paul Chas Watkins - ingegnere delle registrazioni
- Colin Towns, John McCoy, Bernie Tormé e Mick Underwood - arrangiamenti
- Paul Chas Watkins e John McCoy - ingegneri del mixaggio
- Mastering al Portland Studios di Londra da George Peckham
- Victor Watts - fotografia copertina frontale album originale
- Mick Gregory e Yuka Fuji - altre fotografie album originale
- Jubilee Graphics - grafica e design copertina album originale[6]

## Classifica
Album
| Anno | Classifica            | Posizione raggiunta |
| ---- | --------------------- | ------------------- |
| 1979 | Official Albums Chart | 11                  |